# Comuna Vilna Sloboda, Hluhiv
Vilna Sloboda (în ucraineană Вільна Слобода) este o comună în raionul Hluhiv, regiunea Sumî, Ucraina, formată din satele Mala Slobidka și Vilna Sloboda (reședința).

## Demografie
Componența lingvistică a comunei Vilna Sloboda
     Ucraineană (97,31%)
     Rusă (2,27%)
     Alte limbi (0,21%)
Conform recensământului din 2001, majoritatea populației comunei Vilna Sloboda era vorbitoare de ucraineană (97,31%), existând în minoritate și vorbitori de rusă (2,27%).